# علمجعايد (يهر)

تعديل مصدري - تعديل

علمجعايد هي إحدى قرى عزلة يهر بمديرية يهر التابعة لمحافظة لحج، بلغ تعداد سكانها 33 نسمة حسب تعداد اليمن لعام 2004.